# قلعه تخماقلو
قلعه تخماقلو در شهرستان بویین میاندشت از بناهای تاریخی با قدمتی ۴۰۰ ساله است.

## توضیحات
قلعه تاریخی روستای تخماقلو در شهرستان بویین میاندشت از بناهای تاریخی با قدمتی ۴۰۰ ساله است.
معماری این بنامربوط به دوره صفویه وقاجاریه است و در ساخت آن بیشتر از مصالح خشت، گل، سنگ، چوب، آجر وگچ استفاده شده گفت: قطعه تاریخی هژبرپور به وسعت شش هزار و زیر بنای هزار مترمربع در دو طبقه در روستای پلکانی و چند هزار ساله تخماقلو واقع است.

## معماری
دراطراف قطعه۴برج دیدبانی وجود دارد. درطبقه فوقانی بهارخواب یا اتاق خانی این قلعه تاریخی یک اتاق ۳دری وجودداردودرطبقه زیرین آن علاوه براتاق ۷دری، اسلحه خانه، زندان، مطبخ خانه، کارگاه قالی بافی وانبارآذوقه قرار دارد.

## مرمت
کارمرمت این قلعه سال ۱۳۹۶ آغاز ودراولین اقدام سقف بنا با ۲ میلیارد و ۴۰۰ میلیون ریال مرمت و بازسازی شد.

## جستارهای ووابسته
بویین میاندشت
تخماقلو